# Quần đảo Cuyo
Quần đảo Cuyo là một quần đảo bao gồm 45 đảo của Philippines, nằm ở phía đông bắc của đảo của Palawan. Nằm tại Nam của vùng đảo Mindoro và giữa phía bắc của Palawan và Panay. Trung tâm và cũng là đảo lớn nhất của quần đảo là Cuyo, Palawan, có diện tích 22 dặm vuông Anh (57 km2) và dài khoảng 9 dặm (14 km).
Tổng số 45 đảo của quần đảo Cuyo có diện tích đất là 50 dặm vuông Anh (130 km2). Cuyo được chia thành hai nhóm đảo, phía bắc là nhóm đảo Quiniluban còn phía Nam là nhóm Cuyo, nơi có các đô thị Cuyo, Agutaya và Magsaysay.
Về địa chất, các hòn đảo có liên quan đến hòn đảo chính của quần đảo Palawan. Chúng nằm ở phía tây của Luzon Arc. Quần đảo Cuyo có núi lửa. Các hòn đảo phía bắc của Quiniluban dường như là các đảo san hô được nâng cao lên, mặc dù độ cao của một số đảo là từ các ngọn núi lửa. Đã có kế hoạch trước đây về việc thành lập Quần đảo Cuyo như là một tỉnh riêng biệt khỏi Palawan, điều này đã từng xảy ra khi Batanes tách ra khỏi tỉnh Cagayan. các hòn đảo khác của nhóm đều là các đảo san hô.
Cuyo được chia thành ba đô thị, cụ thể là Cuyo, Agutaya, và Magsaysay:
- Cuyo, Palawan (Phần nam và một phần phía tây)
- Magsaysay, Palawan (Phía đông)
- Agutaya, Palawan (Phía bắc)

Một số đảo thuộc quần đảo bao gồm:
| - Quiniluban - Pamalican - Manamoc | - Agutaya - Cuyo |

## Quần đảo

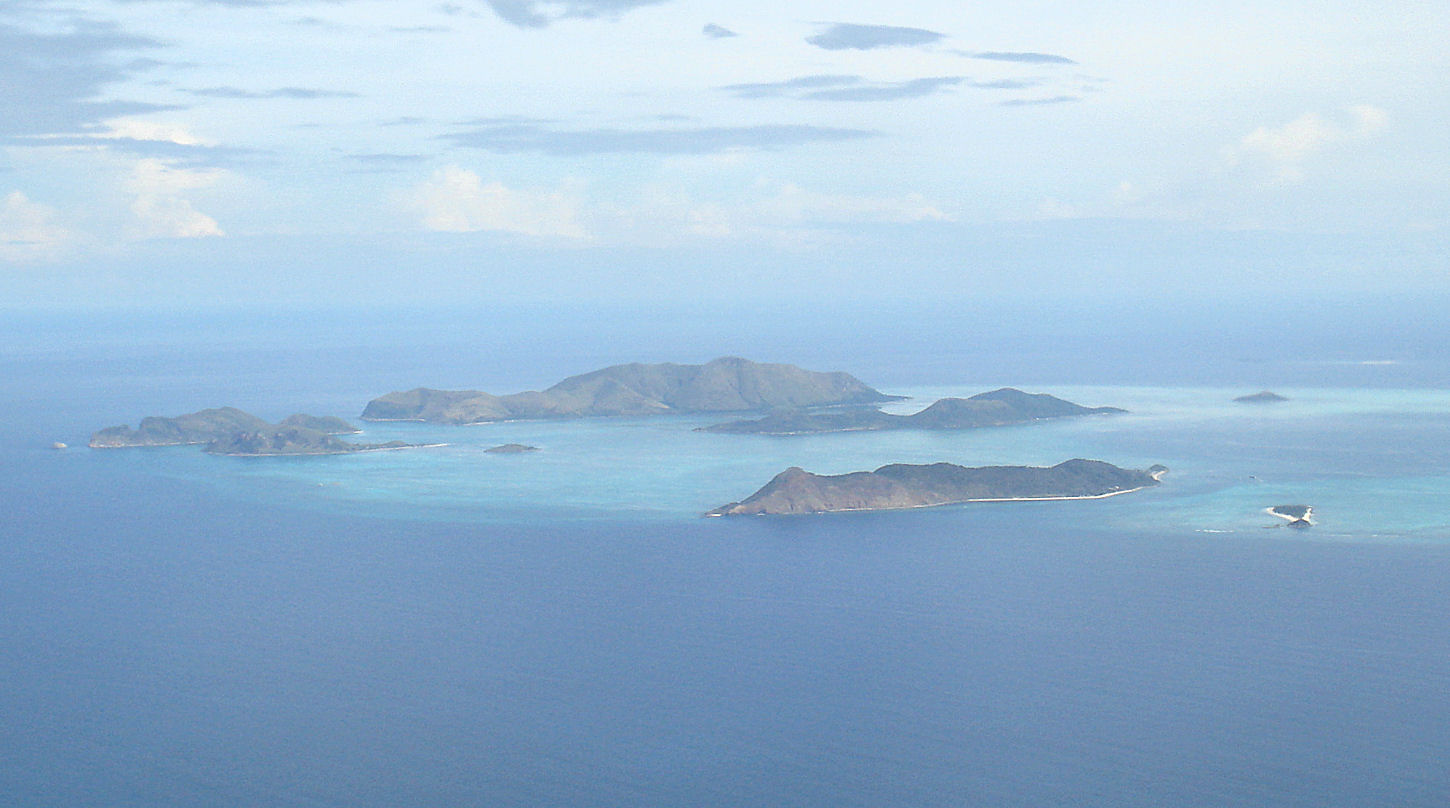
Nhóm đảo Quiniluban, phía bắc của quần đảo Cuyo.
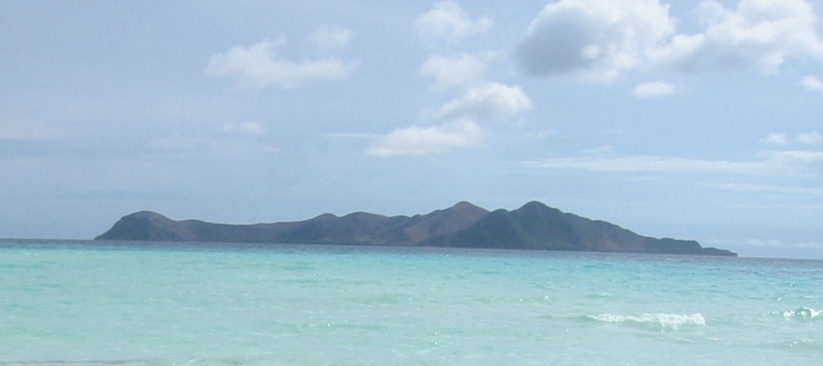
Manamoc hòn đảo nằm ở phía tây bắc của quần đảo Cuyo.
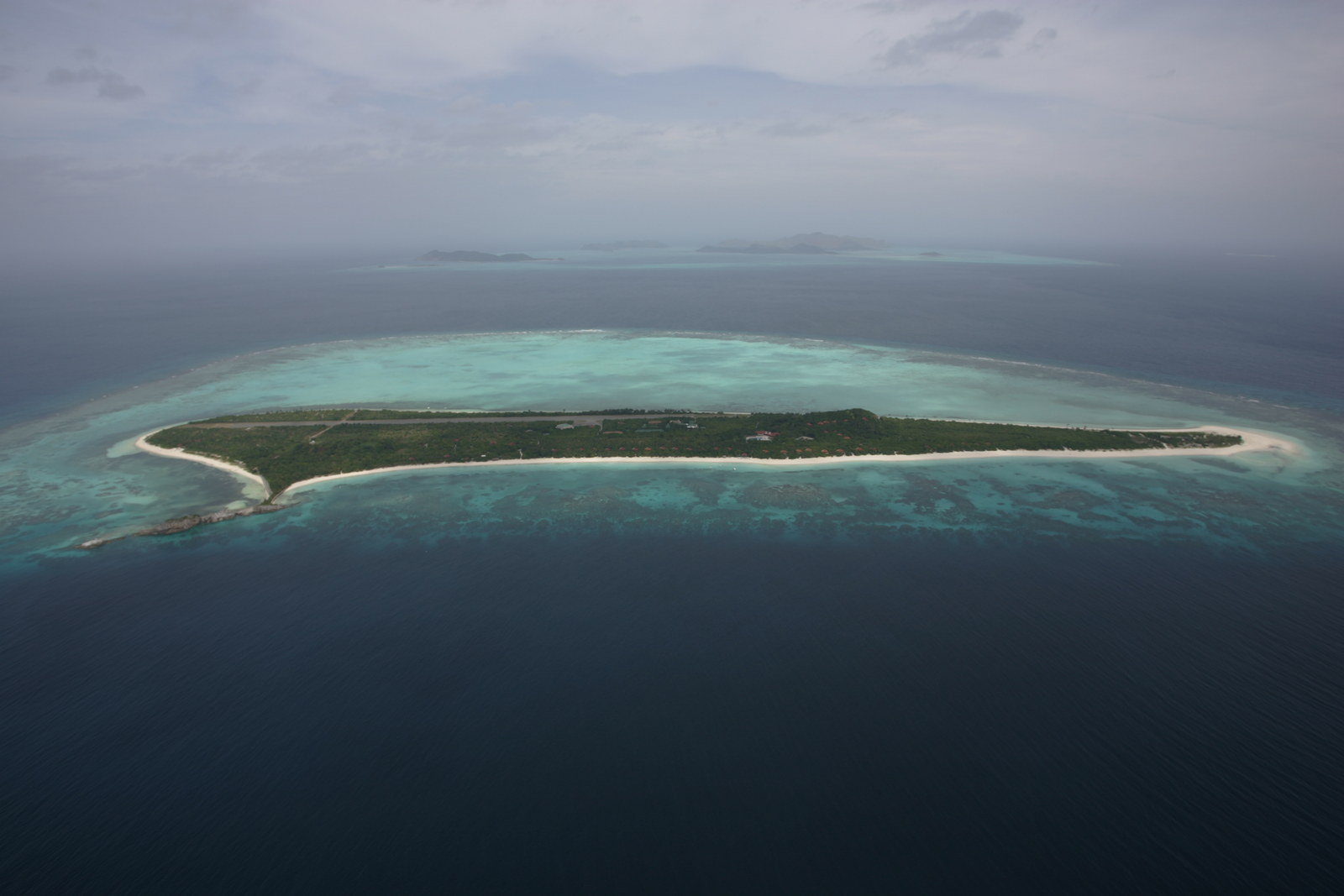
Đảo Pamalican
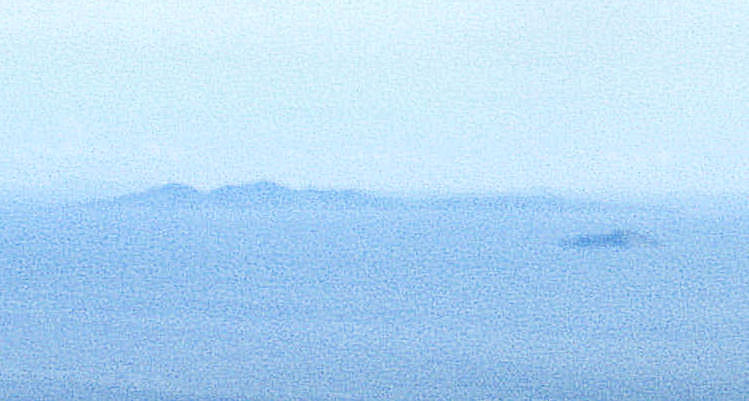
Đảo Agutaya, và đảo nhỏ Oco ở gần.